# Isla Mujeres
21°13′N 86°43′V / 21.217°N 86.717°V
Isla Mujeres er navnet på en lille ø, samt navnet på byen på denne ø, beliggende nær kysten ved den nordøstlige del af Yucatán-halvøen i det Caribiske Hav. Isla Mujeres er én af otte kommuner i den mexicanske delstat Quintana Roo. Øen ligger omkring 13 km nordøst for Cancún. Den er cirka 7 km lang og 650 meter bred. I 2000 havde Isla Mujeres et anslået indbyggertal på 10.000.
I præ-columbiansk tid var øen helliget mayaernes månegudinde, Ix Chel. Da spanierne ankom i det 16. århundrede navngav de øen "Isla Mujeres", som betyder "Kvindernes ø" på grund af de mange afgudsbilleder af månegudinden.
Der er et lille og velbevaret mayatempel på øens sydlige ende.
Siden 1970'erne er turismen blevet udbygget kraftigt. Hver halve time i dagtimerne anløber færger fra Puerto Juarez på fastlandet.